# Sora no otoshimono
Sora no otoshimono (jap. そらのおとしもの) – manga autorstwa Sū Minazukiego, publikowana na łamach magazynu „Gekkan Shōnen Ace” wydawnictwa Kadokawa Shoten od marca 2007 do stycznia 2014. Łącznie ukazało się 20 tomów.
Na podstawie mangi studio AIC wyprodukowało serial anime, który emitowano od października do grudnia 2009. Drugi sezon, zatytułowany Sora no otoshimono: Forte, był emitowany między październikiem a grudniem 2010. Film kinowy, zatytułowany Sora no otoshimono: Tokeijikake no Angeloid, został wydany w czerwcu 2011. Drugi film, noszący tytuł Sora no otoshimono Final: Eternal My Master, ukazał się z kolei w kwietniu 2014.
Seria doczekała się także dwóch gier komputerowych, wydanych odpowiednio w 2010 i 2011 roku.

## Bohaterowie
- Tomoki Sakurai (jap. 桜井 智樹 Sakurai Tomoki)

Seiyū: Sōichirō Hoshi 
- Ikaros (jap. イカロス Ikarosu)

Seiyū: Saori Hayami 
- Sohara Mitsuki (jap. 見月 そはら Mitsuki Sohara)

Seiyū: Mina 
- Eishiro Sugata (jap. 守形 英四郎 Sugata Eishirō)

Seiyū: Tatsuhisa Suzuki 
- Mikako Satsukitane (jap. 五月田根 美香子 Satsukitane Mikako)

Seiyū: Ayahi Takagaki 
- Nymph (jap. ニンフ Ninfu)

Seiyū: Iori Nomizu 
- Astraea (jap. アストレア Asutorea)

Seiyū: Kaori Fukuhara 
- Hiyori Kazane (jap. 風音 日和 Kazane Hiyori)

Seiyū: Yōko Hikasa 

## Manga
Seria ukazywała się od 26 marca 2007 do 26 stycznia 2014 w magazynie „Gekkan Shōnen Ace”. Wydawnictwo Kadokawa Shoten zebrało ją w 20 tankōbonach, wydanych między 21 września 2007 a 26 marca 2014.
| Nr | Data wydania (język japoński) | ISBN (język japoński)  |
| -- | ----------------------------- | ---------------------- |
| 1  | 21 września 2007              | ISBN 978-4-04-713973-2 |
| 2  | 20 grudnia 2007               | ISBN 978-4-04-715013-3 |
| 3  | 24 lipca 2008                 | ISBN 978-4-04-715079-9 |
| 4  | 22 stycznia 2009              | ISBN 978-4-04-715164-2 |
| 5  | 23 kwietnia 2009              | ISBN 978-4-04-715228-1 |
| 6  | 24 września 2009              | ISBN 978-4-04-715292-2 |
| 7  | 21 października 2009          | ISBN 978-4-04-715301-1 |
| 8  | 24 marca 2010                 | ISBN 978-4-04-715399-8 |
| 9  | 17 września 2010              | ISBN 978-4-04-900800-5 |
| 10 | 22 października 2010          | ISBN 978-4-04-715545-9 |
| 11 | 21 stycznia 2011              | ISBN 978-4-04-715603-6 |
| 12 | 2 czerwca 2011                | ISBN 978-4-04-715711-8 |
| 13 | 22 listopada 2011             | ISBN 978-4-04-120008-7 |
| 14 | 17 marca 2012                 | ISBN 978-4-04-120163-3 |
| 15 | 21 lipca 2012                 | ISBN 978-4-04-120322-4 |
| 16 | 23 października 2012          | ISBN 978-4-04-120442-9 |
| 17 | 24 kwietnia 2013              | ISBN 978-4-04-120666-9 |
| 18 | 26 października 2013          | ISBN 978-4-04-120821-2 |
| 19 | 26 lutego 2014                | ISBN 978-4-04-120976-9 |
| 20 | 26 marca 2014                 | ISBN 978-4-04-121046-8 |

## Anime
Adaptacja w formie telewizyjnego serialu anime, wyprodukowana przez studio AIC i wyreżyserowana przez Hisashiego Saitō, była emitowana od 4 października do 27 grudnia 2009 w stacjach TV Saitama i Chiba TV, a później również w KBS, tvk, Sun TV, TVQ, Tokyo MX i TV Aichi. Odcinek OVA zatytułowany „Project Pink” został dołączony do limitowanej edycji 9 tomu mangi, wydanego 9 września 2010.
Drugi sezon, zatytułowany Sora no otoshimono: Forte (jap. そらのおとしもの（フォルテ）), został zapowiedziany 16 marca 2010. Był emitowany od 1 października do 17 grudnia 2010, licząc łącznie 12 odcinków.

## Filmy kinowe
Film kinowy, zatytułowany Sora no otoshimono: Tokeijikake no Angeloid, został zapowiedziany 4 listopada 2010. 30-sekundowy zwiastun został pokazany w napisach końcowych ostatniego odcinka drugiego sezonu anime. Premiera w japońskich kinach odbyła się 25 czerwca 2011.
Drugi film, zatytułowany Sora no otoshimono Final: Eternal My Master, został wydany 26 kwietnia 2014.

## Light novel
Adaptacja w formie light novel, napisana przez Rin Kazaki i zilustrowana przez Minazukiego, została wydana 30 stycznia 2010 nakładem wydawnictwa Kadokawa Shoten pod imprintem Kadokawa Sneaker Bunko. Sequel, zatytułowany Sora no Otoshimono f, napisany przez Kanzaki i zilustrowany przez Minazukiego i Ayun Tachibanę, został wydany 30 września 2010.

## Gry komputerowe
Gra komputerowa opracowana przez firmę Kadokawa Shoten, zatytułowana Sora no otoshimono: DokiDoki Summer Vacation (jap. そらのおとしもの ドキドキサマーバケーション), została wydana 25 marca 2010 na konsolę PlayStation Portable. Produkcja zawiera interakcje między postaciami, a także mini-gry logiczne.
Kadokawa Shoten wyprodukowała także powieść wizualną o nazwie Sora no Otoshimono Forte: Dreamy Season (jap. そらのおとしものf(フォルテ)). Gra ukazała się 27 stycznia 2011 na konsolę Nintendo DS.